# Ангун
Aнгун Cипта Cасми (индо. Anggun Cipta Sasmi; 29. април 1974, Џакарта, Индонезија), познатија као Ангун, је француска певачица и телевизијска личност пореклом из Индонезије. Почела је да наступа са 7 година и снимила албум за децу две године касније. Под вођством музичара Ијан Антоноа, Ангун је снимила свој први студијски албум у Индонезији, под називом Dunia Aku Punya (срп. Свет је мој) 1986. године.
Ангун је међу првим индонежанским певачицама која је успела да продре на међународну музичку сцену. Њени албуми су освојили златне и платинумске награде у неколико европских земаља. Комбиновањем њених албума у Индонезији и иностранству, Ангун је укупно продала око 10 милиона албумa.
Ангун је напустила Индонезију 1994. године да би покушала да изгради међународну каријеру. После две неуспешне године у Лондону и Паризу, упознала је гранцуског продуцента Ерика Бензија, који је продуцирао њен први међународни албум Snow on the Sahara (срп. Снег на Сахари) који је изашао 1997. Објављен у 33 земље, постао је најпродаванији албум неког азијског извођача изван Азије. Од тада, Ангун је објавила још 6 албума, као и саундтрек за дански филм Open Hearts из 2002. Њени синглови Snow on the Sahara, What We Remember и The Good Is Back су ушли на Billboard-ову лествицу у САД, док су In Your Mind, Saviour и I'll Be Alright доспеле на Billboard-ову евопску ужарених 100 лествицу Представљала је Француску на Песми Евровизије 2012. у Бакуу, у Азербајџану, са песмом Echo (You and I). Такође у упловила у воде телевизије кад је постала чланица жирија на панконтиненталном такмичењу Азија има таленат, у француској верзији такмичења Маскирани певач, као и у индонежанској верзији Икс фактора, Ја имам таленат и The Voice.
Певала је три песме на албуму The Fall of a Rebel Angel групе Енигме 2016. године.

## Награде
| Година | Награда                                             | Категорија                                                       | Рад                                              | Резултат   |
| ------ | --------------------------------------------------- | ---------------------------------------------------------------- | ------------------------------------------------ | ---------- |
| 1990.  | BASF Awards                                         | Најпродаванији албум године                                      | Tua Tua Keladi                                   | Номинација |
| 1990.  | Monitor Magazine                                    | Најбољи извођач на телевизији                                    | Она                                              | Номинација |
| 1990.  | Popular Magazine Indonesia                          | Најпопуларнији извођач године                                    | Она                                              | Освојено   |
| 1991.  | Popular Magazine Indonesia                          | Најпопуларнији извођач године                                    | Она                                              | Освојено   |
| 1991.  | Popular Magazine Indonesia                          | Најпопуларнија песма                                             | Tua Tua Keladi                                   | Номинација |
| 1993.  | Video Music Indonesia Awards                        | Најбољи спотB                                                    | Kembalilah Kasih (Kita Harus Bicara)             | Освојено   |
| 1993.  | Video Music Indonesia Awards                        | Омиљени спот                                                     | Kembalilah Kasih (Kita Harus Bicara)             | Освојено   |
| 1993.  | BASF Awards                                         | Најпродаванији албум године                                      | Anggun C. Sasmi... Lah!!!                        | Номинација |
| 1998.  | Victoires de la musique                             | Откриће године                                                   | Она                                              | Номинација |
| 2000.  | The Cosmopolitan                                    | Награда за азијске жене                                          | Она                                              | Освојено   |
| 2001.  | Radio France Internationale                         | Франкофона песма године                                          | Derrière la porte                                | Освојено   |
| 2002.  | Beacon of Light Awards                              | Награда за инспирацију за жене                                   | Она                                              | Освојено   |
| 2003.  | Cosmopolitan Indonesia                              | Забавна неустрашива жена године                                  | Она                                              | Освојено   |
| 2003.  | Robert Awards                                       | Најбоља оригинална песма                                         | Open Your Heart                                  | Номинација |
| 2004.  | Radio France Internationale                         | Франкофона песма године                                          | Être une femme                                   | Освојено   |
| 2005.  | Влада Француске                                     | Орден уметности и књижевности                                    | Она                                              | Освојено   |
| 2005.  | Фестивал песама у Сопоту                            | Најбоља међународна песма                                        | Cesse la pluie                                   | Номинација |
| 2006.  | Anugerah Musik Indonesia                            | Најбољи међународни извођач                                      | Она                                              | Освојено   |
| 2007.  | Filles TV – Jeune & Jolie Awards                    | Велико срце године                                               | Она                                              | Освојено   |
| 2008.  | Radio France Internationale                         | Франкофона песма године                                          | Si tu l'avoues                                   | Освојено   |
| 2009.  | Dahsyatnya Awards                                   | Изванредан соло извођач                                          | Она                                              | Номинација |
| 2012.  | Dahsyatnya Awards                                   | Изванредна гостујућа звезда                                      | Она                                              | Номинација |
| 2012.  | Yahoo OMG! Awards                                   | Најбоља инспирација                                              | Она                                              | Номинација |
| 2012.  | Yahoo OMG! Awards                                   | Most Outstanding International Achievement                       | Она                                              | Номинација |
| 2013.  | Taormina Film Fest                                  | Специјална награда Таормине                                      | Она                                              | Освојено   |
| 2013.  | SBY Magazine                                        | Жена године                                                      | Она                                              | Освојено   |
| 2013.  | NRJ Music Award                                     | Најбоља франкофона група/дуо/трио/колектив                       | Génération Goldman Volume 2 (as featured artist) | Номинација |
| 2013.  | World Music Awards                                  | Најбољи албум на свету                                           | Génération Goldman Volume 2 (as featured artist) | Номинација |
| 2013.  | World Music Awards                                  | Најбољи женски извођач на свету                                  | Она                                              | Номинација |
| 2013.  | World Music Awards                                  | Најбољи извођач уживо на свету                                   | Она                                              | Номинација |
| 2013.  | World Music Awards                                  | Најбољи извођач на свету                                         | Она                                              | Номинација |
| 2014.  | World Music Awards                                  | Најбољи женски извођач на свету                                  | Она                                              | Номинација |
| 2014.  | World Music Awards                                  | Најбољи извођач уживо на свету                                   | Она                                              | Номинација |
| 2014.  | World Music Awards                                  | Најбољи извођач године на свету                                  | Она                                              | Номинација |
| 2014.  | World Music Awards                                  | Најбољи најпродаванији индонежански извођач на свету             | Она                                              | Освојено   |
| 2014.  | World Music Awards                                  | Најбоља песма на свету                                           | Vivre d'amour (са Наташом Сент Пјер)             | Номинација |
| 2014.  | World Music Awards                                  | Најбољи видео на свету                                           | Vivre d'amour (са Наташом Сент Пјер)             | Номинација |
| 2014.  | World Music Awards                                  | Најбољи албум на свету                                           | Thérèse – Vivre d'amour (као гостујући извођач)  | Номинација |
| 2015.  | Indonesian Movie Awards                             | Омиљена филмска музика                                           | Fly My Eagle                                     | Номинација |
| 2015.  | Anugerah Planet Muzik                               | Међународна награда за пробој                                    | Она                                              | Освојено   |
| 2016.  | Влада Фиренце, Италија                              | Кључ града                                                       | Она                                              | Освојено   |
| 2017.  | SCTV Music Awards                                   | Најпопуларнија колаборација                                      | Teka-Teki(са Тантри из -Kotak}-)                 | Номинација |
| 2017.  | Daf BAMA Music Awards                               | Најбољи азијски међународни извођач                              | Она                                              | Освојено   |
| 2017.  | Daf BAMA Music Awards                               | Најбољи женски извођач                                           | Она                                              | Освојено   |
| 2017.  | Big Apple Music Awards                              | Најпродаванији азисјки извођач                                   | Она                                              | Освојено   |
| 2017.  | Big Apple Music Awards                              | Најбољи азијски извођач                                          | Она                                              | Освојено   |
| 2018.  | International Achievement Recognition Awards (IARA) | Најбољи међународни женски извођач 2018.                         | Она                                              | Номинација |
| 2018.  | European Latin Awards                               | Најбољи међународни певач                                        | Она                                              | Освојено   |
| 2018.  | Apresiasi 100% Musik Indonesia iRadio               | Међународна индонежанска музика                                  | Она                                              | Освојено   |
| 2020.  | Asian Television Awards                             | Невероватан допринос азијској телевизијској извођачкој уметности | Она                                              | Освојено   |
| 2021.  | Bravo International Classical Music Awards          | Дует године                                                      | Она                                              | Освојено   |